# El Coyunco
El Coyunco es una localidad argentina ubicada en el Partido de General Pueyrredón de la Provincia de Buenos Aires. Se halla sobre la Ruta Nacional 226, en el acceso a la localidad sobre Sierra de los Padres.
Es una zona semirrural donde se destacan como actividades económicas la producción de ladrillos y horticultura.